# Noriko-San
Noriko-San (Originaltitel: Eva möter Noriko-san) ist der Titel eines Buches der schwedischen Schriftstellerin Astrid Lindgren, mit den Fotos von Anna Riwkin-Brick. 1956 erschien das Buch bei Rabén & Sjögren. Noch im selben Jahr brachte der Oetinger Verlag das Buch auch in Deutschland heraus.

## Inhalt
Ihre Mutter liest Eva ein Buch über Japan vor. Daraufhin erklärt Eva ihr, dass sie selbst am folgenden Tag nach Japan reisen wird. Eva meint, dass es dort ein fünfjähriges Mädchen gibt, das mit ihr spielen kann. Sie nennt das Mädchen Noriko-San. Noriko freut sich schon auf den Besuch von Eva und zieht extra dafür ihren Kimono an. Gerade wird draußen das Fest der Knaben gefeiert. Noriko ist traurig, dass sie dabei nicht mitmachen kann, daher verspricht ihr ihre Mutter, dass sie für Eva ein Fest der Mädchen ausrichten können. Dafür erlaubt ihr die Mutter sogar mit den wertvollen, alten Puppen zu spielen. Wenig später kommen Norikos Cousinen. Gerade als diese sich wundern, warum Eva nicht kommt, hört eine von ihnen ein Flugzeug. Eva steigt aus und wird von Noriko in Empfang genommen. Noriko und Eva tauschen ihre Kleider und spielen viele Tage lang zusammen. Schließlich muss Eva zurück nach Hause zu ihrer Mutter fliegen. Sie verabschiedet sich von Noriko und spricht sogar Japanisch. Auf die Frage ihrer Mutter, weshalb sie Japanisch sprechen kann, antwortet Eva, dass sie, wenn sie in Japan ist, auch die Sprache sprechen kann.

## Hintergrund
Noriko-San ist das zweite von insgesamt 15 Büchern aus der Reihe Kinder unserer Erde. Es war das erste gemeinsame Buch von Astrid Lindgren und Anna Riwkin-Brick. Ihm folgte eine zwölfjährige Zusammenarbeit der beiden.
Riwkin-Brick machte die Fotos in Japan. Als sie von ihrer Reise nach Stockholm zurückkehrte, zeigte sie die Fotos dem Verlag Rabén & Sjögren. Bei diesem arbeitete auch Astrid Lindgren. Nach anfänglicher Ablehnung willigte diese ein den Text für das Fotobuch zu beschreiben. Das Buch ist das einzige Buch in der Reihe, das einen Tagtraum und keine realen Begebenheiten beschreibt.

## Entstehungsgeschichte
Riwkin Brick traf die fünfjährige Eva Crafoord-Larsen in einem Flugzeug auf einer Reise nach Japan. Dabei entschieden die beiden, eine Fotoserie zu erstellen. Kurze Zeit später hatte Riwkin-Brick auch das Mädchen Noriko getroffen. Sie ermutigte die beiden Kinder, zusammen in dem Garten von Norikos Familie zu spielen, und machte währenddessen die Fotos. Zwei Tage später fotografierte sie Eva am Flughafen.

## Dokumentarfilm aus Israel
In Israel war die Serie Kinder unserer Erde, zu der auch Noriko-San gehört, ein großer Erfolg. Letzterer basierte auch auf den Übersetzungen der Dichterin Leah Goldberg. Noriko-San war das beliebteste Buch in Israel aus der Reihe. Im Jahr 2014 drehte die israelische Regisseurin Dvorit Shargal einen 50-minütigen Dokumentarfilm mit dem Titel Where is Elle-Kari and what happened to Noriko-san?. In diesem Film suchte sie zunächst nach Eva aus dem Buch und später gemeinsam mit dieser nach Noriko-San.

## Ausgaben
- Eva möter Noriko-san, Rabén & Sjögren, 1956, schwedische Ausgabe
- Eva visits Noriko-San, The Macmillan Company, 1957, US-amerikanische Ausgabe
- Noriko-San, girl of Japan, Methuen, 1958, Britische Ausgabe
- Noriko-San, Oetinger Verlag, 1956, deutsche Ausgabe, ohne Angabe des Übersetzers